# Річард Гее
Річард Мервін Хеар (англ. Richard Mervyn Hare; нар.21 березня 1919, Бекуел, Сомерсет, Англія — пом. 29 січня 2002, Юелмі, Оксфордшир, Англія) — англійський філософ, професор моральної філософії у Оксфордському університеті між 1966 і 1983 роками. Згодом протягом декількох років викладав у Флоридському університеті. Його метатеорія мала значний вплив у другій половині ХХ століття.
Річард Хеар став відомим завдяки розробці репрекриптивізму як метафізичної теорії. Він вважав, що формальні характеристики морального дискурсу можуть бути використані для того, щоб показати, що належне моральне мислення приведе більшість людей до утилітаризму.
Деякі його студенти, такі як Брайан МакГіннес і Бернард Вільямс, стали одними із найвідоміших філософів свого часу. Пітер Сінгер, відомий своєю участю в русі за права тварин, також є студентом Геїра, і, безсумнівно, сприйняв деякі його погляди.

## Біографія
Річар Мервін Хеар народився в Беккуелі, Сомерсет. Закінчив Школу Рагбі у Ворсеті, потім в 1937 році в Бейлліольському коледжі в Оксфорді, де вивчав класику античної філософії. Хоча він і був пацифістом, подав заяву про волонтерську діяльність у Королівській артилерії, але восени 1942 року в Сінгапурі став військовополоненим Японії аж до закінчення Другої світової війни.
Цей досвід мав тривалий вплив на філософські погляди Хеара, особливо на його думку, що моральна філософія зобов'язана допомагати людям жити як моральним істотам. Його перша робота в галузі філософії, яка залишається неопублікованою, відноситься до того періоду. За інформацією незалежної газети, він намагався розробити систему, яка «може служити провідником для життя в найсуворіших умовах».
Після Другої світової війни він повернувся в Оксфорд, де в 1947 році одружився з Кетрін Верні. У шлюбі з нею у Річарда народився один син і три доньки (його син Джон Е. Хеар також є філософом). Він був обраний професором філософії в Бейлліолі (1947-1996); став почесним співробітником Бейлліоля (1974-2002), був призначений професором релігії (1963-1966), професор філософії моралі (1966-1983). З 1972 по 1973 рік він був президентом Арістотельського товариства. Покинув Оксфорд у 1983 році, щоб стати професором філософії в університеті Флориди у Гейнсвіллі, де пропрацював до 1994 року.
Помер у Юелмі, Оксфордшир 29 січня 2002 р. після перенесення низки інсультів.

## Вплив
На Хеара сильно повпливав емотивізм Альфреда Еєра і Чарльза Л. Стівенсона, філософія спільної мови Джона Остіна, пізні праці з філософії та утилітаризму Людвіга Вітгенштайна, а також праці Іммануїла Канта.
Хеар визнає, що етичні правила не повинні ґрунтуватися на принципі корисності. Його гібридний підхід до метафізики відрізняє його від класичних утилітаристів, таких як Джеремі Бентам. Хеар використовує багато концепцій та ідей Канта.